# 沖正人
沖 正人（おき まさと、1975年1月6日 - ）は、日本の映画監督、俳優、プロデューサー。広島県江田島市出身。

## 人物・経歴
2016年に共同監督、コーエンジ・ブラザーズとして活動を開始。
短編映画『BOURBON TALK』(2016年製作)が日本、ロンドン、シンガポール、香港など、様々な国の映画祭で高い評価を受け、2018年9月に渋谷ユーロスペースなどでオムニバス映画『愛と、酒場と、音楽と』の一作品として劇場公開される。
初の長編映画 『お口の濃い人』(2018年製作)が、函館港イルミナシオン映画祭 2018にて、オーディエンス・アワード(グランプリ)を受賞し、その後に渋谷ユーロスペースなどで劇場公開される(Amazon primeなどで配信中)
コーエンジ・ブラザーズ活動休止後は撮影した短編映画『ある役者達風景』（2020年製作）が、NHK「おはよう日本」や週刊新潮などで大々的に取り上げられ話題となり、半年後には長編映画『ある役者達の風景』として製作 。 函館港イルミナシオン映画祭2021にて、オーディエンス・アワード(グランプリ)を受賞。 2022年9月13日から渋谷ユーロスペースや全国のイオンシネマなど全国で劇場公開。
2023年　映画『THEATERS』（2021年製作）が、函館港イルミナシオン映画祭2022にて、オーディエンス・アワード(グランプリ)を受賞。 2023年に全国で劇場公開（企画・監督・脚本・出演）
2024年 映画『そして、優子Ⅱ』（監督:佐藤竜憲）全国公開予定（プロデューサー・出演）
映画『みんな笑え』（監督:鈴木太一）全国公開予定（プロデューサー・出演）

## 作品

### 監督
- 愛と、酒場と、音楽と（2018年）
- お口の濃い人（2019年）
- ある役者達の風景（2022年）
- THEATERS（2023年）

### 出演
- そして、優子II
- モルモット（2011年）
- ムンクの叫び（2012年）
- たべんさい　広島ラーメン物語（2012年）
- あいときぼうのまち（2014年）
- 惑星ミズサ（2014年）
- 愛と、酒場と、音楽と（2018年）
- 美しすぎる議員（2019年）
- OUT ZONE（2019年）
- おかあさんの被爆ピアノ（2020年）
- THEATERS（2023年）

### 脚本
- 愛と、酒場と、音楽と（2018年）
- お口の濃い人（2019年）
- ある役者達の風景（2022年）
- THEATERS（2023年）

### プロデュース
- ムンクの叫び（2012年）

### 企画
- お口の濃い人（2019年）
- ある役者達の風景（2022年）
- THEATERS（2023年）